# Roewe Clever
Pour les articles homonymes, voir Clever.
La Roewe Clever ou SAIC Clever (科莱威) est une voiture électrique fabriquée par le constructeur chinois Shanghai Automotive Industry Corporation.

## Aperçu
La Clever a été lancée en mars 2020 en tant que voiture de ville électrique visant à remplacer la Roewe E50 par une batterie de 27 kWh et une autonomie de 260 km. En novembre 2012, Shanghai Automotive Industry Corporation a présenté la version de production de la Roewe E50, une berline citadine quatre places pour le marché chinois.
La Clever a un moteur de 37 kW et 100 N m positionné à l'avant avec une batterie de 27 kWh qui offre une autonomie de 260 km et une vitesse de pointe pouvant atteindre 100 km/h.
En 2020, la voiture électrique Clever avait une version unique avec un prix commençant à 59 999 ¥ CN après les incitations gouvernementales disponibles.